# Гузева, Валентина Ивановна
Валентина Ивановна Гузева (род. 1944, Ленинград, СССР) — доктор медицинских наук, заведующая кафедрой неврологии, нейрохирургии и медицинской генетики ФГБОУ ВО «Санкт-Петербургский государственный педиатрический медицинский университет», Главный внештатный детский специалист по неврологии МЗ РФ, член-корреспондент Российской Академии Естествознания.

## Биография
В. И. Гузева написала 717 научных работ, 16 из которых — монографии.
В 1992 г. она защитила докторскую диссертацию в Санкт-Петербургском педиатрическом медицинском институте, а с 1993 г. Валентина Ивановна работает проректором по учебной и научной работе Санкт-Петербургской государственной медицинской академии.

## Научные достижения
В. И. Гузева разработала и внедрила в практику научно-обоснованные способы диагностики и лечения пароксизмальных расстройств сознания у детей, она исследовала особенности поражения нервной системы у недоношенных новорожденных, а также у здоровых детей. В. И. Гузева создала алгоритм диагностики и терапии эпилепсии у детей, которые страдали пороками развития головного мозга. Она руководила разработкой федеральных клинических рекомендаций по детской неврологии по 40. нозологиям.
C 1973 года занимается научной деятельностью и преподает, под руководством В. И. Гузевой защищены 35 диссертаций на соискание ученой степени кандидата медицинских наук, а также 3 докторские диссертации. Руководит организацией Балтийский конгресс по детской неврологии с международным участием с 2007 года ежегодно.
С 2012 г. В. И. Гузева — Главный внештатный детский специалист Минздрава России по специальности «Неврология». Кроме того она состоит в президиуме Российского общества неврологов, является членом Ученого совета ФГБОУ ВО СПбГПМУ Минздрава России, членом диссертационного Совета Военно-медицинской академии имени С. М. Кирова. В. И. Гузева — председатель диссертационного Совета ФГБОУ ВО СПбГПМУ Минздрава России по специальностям «Педиатрия» и «Нервные болезни», член редакционного совета журналов «Жизнь с ДЦП. Проблемы и решения», «Педиатр», «Эпилепсия и пароксизмальные состояния» и заместителем редактора журнала «Неврология и нейрохирургия детского возраста».
Также В. И. Гузева руководит школой по эпилепсии в Санкт-Петербурге и Ленинградской области, является членом Европейской противоэпилептической лиги.

## Некоторые публикации
- Т.Т. Батышева, В.И. Гузева, О.В. Гузева, В.В. Гузева. Совершенствование доступности и качества медицинской помощи и реабилитации детей с детским церебральным параличом. — Педиатр, 2016.
- О.В. Гузева, В.И. Гузева, В.В. Гузева, И.В. Охрим. Результаты оценки качества лечения и жизни детей с эпилепсией. — Педиатр, 2017.
- А.Б. Пальчик, В.И. Гузева, Н.П. Шабалов. Билирубиновые энцефалопатии у новорожденных детей. — Федеральное руководство по детской неврологии, 2016.
- В.И. Гузева, А.Б. Пальчик, А.Е. Понятишин. Гипоксические поражения головного мозга у недоношенных новорожденных. — Федеральное руководство по детской неврологии, 2016.
- В.И. Гузева, О.В. Гузева, В.В. Гузева. Исследование влияния материального положения студентов санкт-петербургского государственного педиатрического медицинского университета на качество их жизни. — Известия Санкт-Петербургского государственного экономического университета, 2018.
- О.В. Гузева, В.И. Гузева, В.В. Гузева. Перспективное направление в совершенствовании образования и медицинской помощи. — Известия Санкт-Петербургского государственного экономического университета, 2016.
- В.И. Гузева, А.Н. Заваденко, М.И. Медведев. Неонатальные судороги. — Федеральное руководство по детской неврологии, 2016.
- В.И. Гузева, И.В. Охрим, Н.Е. Максимова, О.В. Гузева. Особенности острого периода черепно-мозговой травмы у детей с гемофилией. — Педиатр, 2017.